# Circulares electrónicas sobre planetas menores
Las circulares electrónicas sobre planetas menores (en inglés Minor Planet Electronic Circulars  cuyas siglas son MPECs) son publicadas por el centro de planetas menores. Generalmente contienen observaciones posicionales y las órbitas de los planetas menores inusuales y todos los cometas. Listas mensuales de los objetos observables inusuales, los objetos distantes observables, cometas observables y la lista crítica de planetas menores numerados también aparecen en las circulares Orbit Actualidad MPECs, emitida cada día y contiene nuevas identificaciones y las órbitas de los planetas menores, obtenidos durante las últimas 24 horas.